# Nitrato de prata
Nitrato de prata é um composto químico de fórmula molecular AgNO3. Comercialmente, costuma chamar-se também de "cáustico lunar", ainda que para uso como reagente analítico em grau de pureza de 99,8% ponderal. Em medicina já foi usado como cauterizador para eliminação de ligeiras tumorações epidérmicas (verrugas e outros), e costumava chamar-se, por isso, de "pedra infernal". Apresenta amplo emprego na ciência analítica e na técnica (é nitrato inorgânico primordial), na indústria e na medicina..

## Características gerais
É um sal inorgânico, sólido à temperatura ambiente, de coloração esbranquiçada, sensível à luz. É venenoso e forte agente oxidante, a ponto de causar queimaduras por contato direto, e irritação por inalação ou contato com a pele, mucosas ou olho. É bastante solúvel em água, formando soluções incolores. Por ser forte oxidante, pode inflamar materiais combustíveis, e é explosivo quando misturado com materiais orgânicos ou outros materiais também oxidantes. A temperaturas elevadas, pode decompor-se com emissão de gases tóxicos.
((B&M))

## Usos
É usado em fotografia convencional (fotoquímica, não digital), em eletrodeposição, na fabricação de vidros e espelhos, como germicida. Soluções fracas são usadas em tintas capilares e em anti-sépticos. Também se usa em Medicina, em alguns remédios, e em Química, para o desenvolvimento de novas substâncias. É empregado também na área de solução térmica, onde as pastas térmicas de alto desempenho possuem frações de nitrato de prata em sua composição. Mas também é usado como componente de artifício conhecido por estalinho, biribinha e traque de salão.
Em histologia, o nitrato de prata é utilizado como corante para comprovar a existência de fibras reticulares, ácidos nucleícos e proteínas (nomeadamente na eletroforese em gel de poliacrilamida- PAGE).

## Cuidados no manuseio
- Acondicionar e manipular o produto por meio de uso de instrumental (recipientes, bastões e acessórios de laboratório químico) adequado, de preferência em vidros termorresistentes ou em sintéticos inertes (teflon etc.);
- Evitar contato com tecidos vivos (peles, mucosas, olhos etc.), ou de origem orgânica (algodões, papéis etc.);
- Afastar de produtos incompatíveis e/ou reativos;
- Afastar de fontes de calor e/ou de luz;
- Limites de tolerância:EL 0,1 mg/m³ (como Ag), DL50 1173 mg/kg, (trato-oral).

## Incompatibilidade
Acetileno e seus compostos, hidróxido de amônio, água oxigenada, carbonato de cálcio, etanol, ácido nítrico com etanol, bromo-2-propano, carvão vegetal, trifluoreto de cloro e óxido de etileno.

## Efeitos da exposição

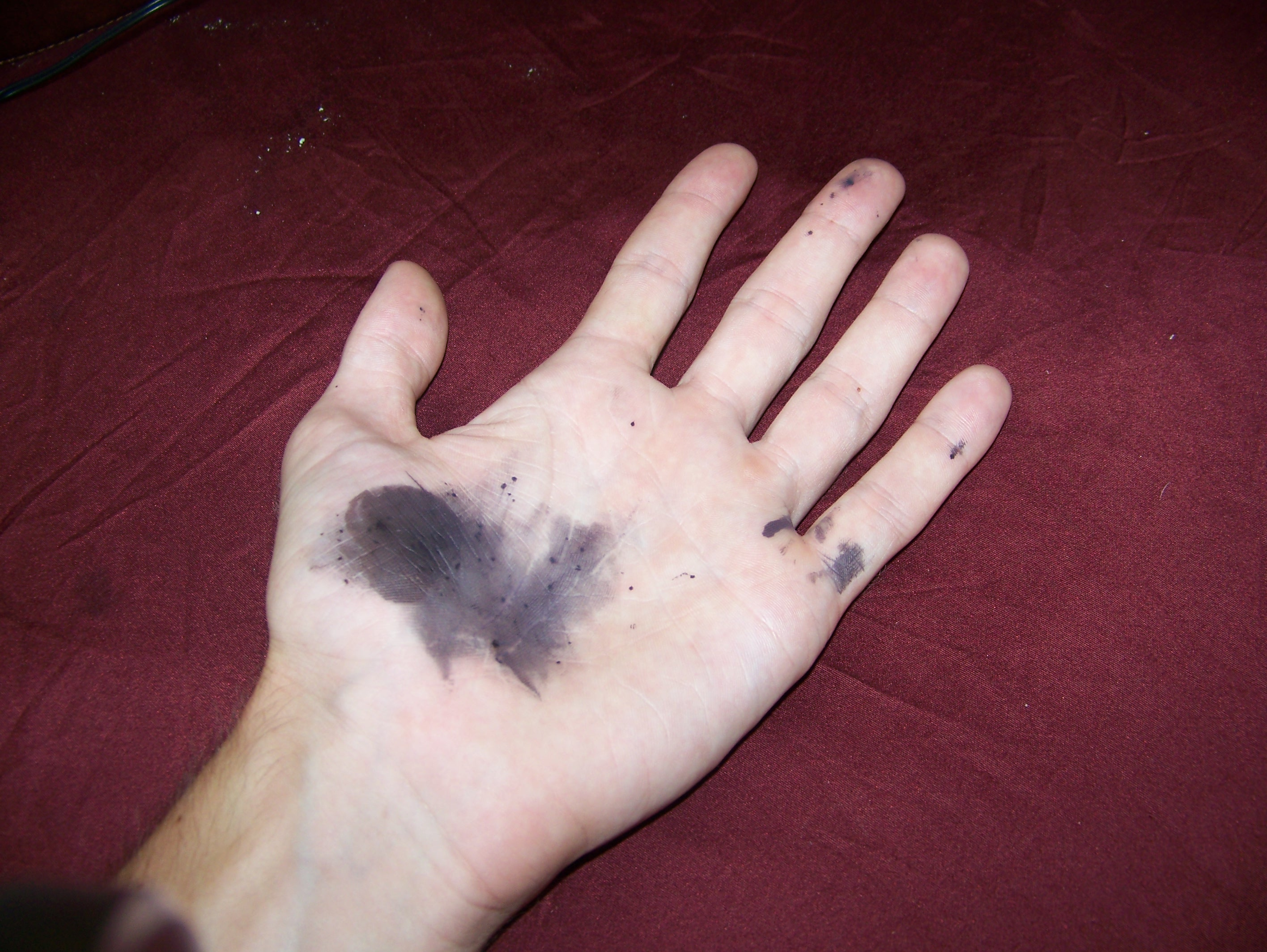
Mão manchada por nitrato de prata

- Inalação: Alto. Causa sensação de queima, tosse, dificuldade respiratória, laringite, cefaleia, náusea e vômito.
- Contato com olhos: Alto. Pode causar embaçamento da visão, vermelhidão, dor e queimadura severas dos tecidos com danos aos olhos.
- Contato com pele: Alto. Causa vermelhidão, queimaduras cutâneas severas e dor.
- Ingestão: Alto. Causa severas queimaduras na boca, garganta, estômago. Pode causar dores de garganta, vômito e diarreia, além de colapso, coma e morte.

## Primeiros socorros
- Inalação: Remover para local arejado. Se respirar com dificuldade, ministrar oxigênio. Se cessar a respiração, aplicar respiração artificial.
- Contato com os olhos: Lavar imediatamente com muita água por, pelo menos, 15 minutos.
- Contato com a pele: Lavar imediatamente com água e sabão até que toda a substância seja removida da pele.
- Ingestão: Não provocar vômito, dando à vítima grande quantidade de água ou leite.
- Em qualquer um dos casos levar a vítima para o hospital imediatamente, pois pode levar a óbito, coma, convulsões e outros.